# Pseudoschoenionta libellula
Pseudoschoenionta libellula – gatunek chrząszcza z rodziny kózkowatych i podrodziny zgrzypikowych. Jedyny przedstawiciel rodzaju Pseudoschoenionta.

## Zasięg występowania
Gatunek ten występuje w Azji Południowo-Wschodniej, notowany na Sumatrze oraz Borneo.